# Catalisi enzimatica acido-base
La catalisi enzimatica acido-base, che stabilizza un intermedio carico (instabile) tramite trasferimento di protone da o al substrato, si divide in catalisi acida quando c'è un trasferimento di ioni H+ dal catalizzatore (acido) al substrato e catalisi basica quando c'è un trasferimento di ioni H+ dal substrato al catalizzatore (basico).
A loro volta queste due catalisi si dividono in specifica, quando il trasferimento avviene tramite la sola mediazione dell'acqua, generale quando c'è la mediazione da parte di altre molecole. Quando la velocità di trasferimento del protone da o all'acqua è maggiore di quella del processo di decomposizione dell'intermedio nei reagenti, è sufficiente la sola presenza dell'acqua (la presenza di altre molecole non accelera la reazione). Quando la reazione di decomposizione è più veloce del trasferimento, l'intervento di altre molecole donatrici od accettrici di protoni stabilizza l'intermedio trasformandolo in una specie chimica che evolve più velocemente a prodotto.
- Catalisi acida generale
- Catalisi acida specifica
- Catalisi basica generale
- Catalisi basica specifica

Nel sito attivo di un enzima possono essere presenti residui amminoacidici che fungono da donatori o accettori di protoni. Questi gruppi possono essere posizionati precisamente nel sito attivo favorendo il trasferimento e aumentando la velocità di reazione anche di 5 ordini di grandezza. Un esempio di catalisi basica generale e covalente nucleofila è la chimotripsina, nel cui sito attivo è presente un'istidina in grado di incrementare il potere nucleofilo di una serina (catalisi basica generale), responsabile del legame transitorio con il substrato (catalisi covalente).